# Kostel Panny Marie Bolestné (Pardubice)
Kostel Panny Marie Sedmibolestné zvaný Kostelíček se nachází v Pardubicích na Bílém Předměstí na křižovatce Štrossovy a Dašické ulice. Kostel byl vystavěn stavitelem Jakubem Pěšinou na popud pardubického kupce Jakuba Antonína Štrose. Základní kámen kostela byl položen 4. července 1710 a ještě v témže roce se v něm konaly první bohoslužby. Kostel obklopoval hřbitov, jehož půdorys dodnes vytyčuje kamenná zeď z roku 1715. V roce 1786, za panování císaře Josefa II., byl Kostelíček zrušen a stal se městským skladištěm dřeva. Obnoven byl o pět let později (ovšem bez hřbitova). Od roku 2006 Kostelíček prošel rozsáhlou rekonstrukcí. Během 20. století byl předán do užívání řeckokatolíkům.